# Carlheinz Riepenhausen
Carlheinz Riepenhausen (* 17. November 1905 in Göttingen, Deutsches Kaiserreich; † nach 1960) war ein deutscher Dramaturg und Hörfunkregisseur.

## Leben und Wirken
Riepenhausen hat an den Universitäten von Tübingen und Berlin Germanistik und Theaterwissenschaft studiert und anschließend als Journalist gearbeitet. Von 1934 bis 1939 wirkte er als Verlagsdramaturg, von 1939 bis 1943 war er als Dramaturg bei der UFA angestellt. Nach dem Kriegsdienst bis 1945 kehrte Carlheinz Riepenhausen ins Verlagswesen zurück und arbeitete als Lektor und Übersetzer. 1946 begann er Rundfunksendungen zu inszenieren.
Rund 200 Schulfunksendungen inszenierte Carlheinz Riepenhausen bis 1960. In demselben Zeitraum führte er aber auch Regie bei einer Fülle von Erwachsenenhörspielen, die dem Hörer vor allem die Klassiker der Literatur aber auch moderne Stücke näher zu bringen versuchten. Zu seinen wichtigsten Hörspielinszenierungen gehören Kleists Der zerbrochene Krug, Schillers Die Räuber, Goethes Faust, Lysistrata von Aristophanes und André Gides Die Heimkehr des verlorenen Sohnes. Nach 1960 verliert sich Riepenhausens Spur.
Seit 1923 war er Mitglied der katholischen Studentenverbindung AV Guestfalia Tübingen.

## Hörspiel-Regie (Auswahl)
- 1947: Johann Wolfgang von Goethe: Das alte Puppenspiel vom Doktor Faust
- 1948: Kurt Barthel (KuBa): Schlöffel
- 1949: Aristophanes: Lysistrata (auch Bearbeitung (Wort))
- 1949: Johann Wolfgang von Goethe: Der Großkophta
- 1949: Werner Stewe: Legionäre
- 1952: Friedrich Schiller: Die Räuber
- 1955: Martin Kruse: Der dänische Molière
- 1955: Christoph Andreas: Elsa Brandström
- 1955: Richard Carti: E. T. A. Hoffmann
- 1955: Christoph Andreas: Jean Henri Dunant. Ein Hörbild
- 1955: Heinz Meising: Suchkind 2314
- 1955: Otto Zarek: Voltaire und der Fall Calas
- 1955: André Gide: Die Heimkehr des verlorenen Sohnes
- 1955: Leonhard Reinirkens: Friedrich von Bodelschwingh
- 1956: Andreas Fuchs: Blutdruck 220
- 1956: Andreas Fuchs: Alarm in Havel II
- 1956: Heinz Meising: Rembrandt van Rijn
- 1956: Karl Heinz Gies: Abenteuer der Straße
- 1957: Kurt Neubert: Mein Freund darf nicht blind werden
- 1957: Kurt Neubert: Die Versuchung des jungen Pitt
- 1959: Hermann Schneider: Recht gewünscht und schlecht gewünscht
- 1960: Heinrich von Kleist: Der zerbrochene Krug

 Nur Bearbeitung (Wort):
- 1953: Rudyard Kipling: Der Ausgelöschte – Regie: Nicht angegeben
- 1954: Johannes von Saaz: Ackermann und Tod (Ackermann aus Böhmen) – Regie: Hans Bernd Müller